# طرغول وليامسوني
طرغول وليامسوني (الاسم العلمي:Tragulus williamsoni) (بالإنجليزية: Williamson's mouse-deer)‏ هو نوع من الحيوانات يتبع جنس الطرغول من الفصيلة الطرغولية.